# МСА 540 «Аудит оценочных значений»
МСА 540 «Аудит оценочных значений» (англ. ISA 540 «Audit of Accounting Estimates») — международный стандарт аудита в области аудиторских доказательств. На настоящее время действует редакция Комитета по международным стандартам аудита и подтверждения достоверности информации от февраля 2008 года. Международному стандарту № 540 соответствует российское Федеральное правило (стандарт) аудиторской деятельности № 21 «Особенности аудита оценочных значений», практически дословно цитирующее официальный перевод старой редакции стандарта № 540 на русский язык.

## Содержание
В стандарте указано, что получить подтверждение оценочных значений сложнее, чем других статей бухгалтерской отчётности. Аудитор, не обладающий достаточными знаниями в расчёте оценочного значения, должен привлечь к работе независимого эксперта. При проверке применяются следующие аудиторские процедуры: общая и детальная проверка используемых организацией расчётных процедур; привлечение независимой оценки; проверка последующих событий; логическая оценка исходных данных; арифметические расчёты; сравнения с предыдущими периодами; рассмотрение процесса утверждения значений руководством.